# Marans (Maine-et-Loire)
Pour les articles homonymes, voir Marans.
Marans est une ancienne commune française située dans le département de Maine-et-Loire, en région Pays de la Loire.
Typique du Haut-Anjou, la commune est devenue célèbre dans des romans d'Hervé Bazin, sous le nom de Soledot.
Elle est depuis le 15 décembre 2016 intégrée à la nouvelle commune de Segré-en-Anjou Bleu.

## Géographie
Commune angevine du Segréen, Marans se situe au nord-ouest de Gené, sur la route D 184 Chazé-sur-Argos Gené, et à un peu plus de 29 km au nord-est d'Angers,.
Son territoire se trouve sur l'unité paysagère du Plateau du Segréen.
| Sainte-Gemmes-d'Andigné | La Chapelle-sur-Oudon |  |
|                         | Marans                |  |
| Chazé-sur-Argos         | Erdre-en-Anjou        |  |

## Toponymie
Selon Albert Dauzat et Ernest Nègre, le nom de la commune provient de l'anthroponyme gallo-romain Marentius, forme qui serait attestée en 705.

## Histoire
Après la Révolution, la commune est intégrée en 1801 au canton d'Angers. Elle a rejoint le canton de Segré en 1842.

## Politique et administration

### Administration municipale

#### Administration actuelle
Depuis le 15 décembre 2016 Marans constitue une commune déléguée au sein de la commune nouvelle de Segré-en-Anjou Bleu et dispose d'un maire délégué.
| Période                                  | Période  | Identité       | Étiquette | Qualité |
| ---------------------------------------- | -------- | -------------- | --------- | ------- |
| décembre 2016                            | mai 2020 | Serge Sejourné |           |         |
| mai 2020                                 |          | Irène Thierry  |           |         |
| Les données manquantes sont à compléter. |          |                |           |         |

#### Administration ancienne
| Période                                  | Période       | Identité       | Étiquette | Qualité |
| ---------------------------------------- | ------------- | -------------- | --------- | ------- |
| mars 2001                                | décembre 2016 | Serge Sejourné | DVD       |         |
| Les données manquantes sont à compléter. |               |                |           |         |

### Ancienne situation administrative
La commune était membre de la communauté de communes du Canton de Segré, elle-même membre du syndicat mixte Pays de l'Anjou bleu, Pays segréen, jusqu'à son intégration dans Segré-en-Anjou Bleu.

## Population et société

### Évolution démographique
L'évolution du nombre d'habitants est connue à travers les recensements de la population effectués dans la commune depuis 1793. À partir du 1er janvier 2009, les populations légales des communes sont publiées annuellement dans le cadre d'un recensement qui repose désormais sur une collecte d'information annuelle, concernant successivement tous les territoires communaux au cours d'une période de cinq ans. 
Pour les communes de moins de 10 000 habitants, une enquête de recensement portant sur toute la population est réalisée tous les cinq ans, les populations légales des années intermédiaires étant quant à elles estimées par interpolation ou extrapolation. Pour la commune, le premier recensement exhaustif entrant dans le cadre du nouveau dispositif a été réalisé en 2006,.
En 2014, la commune comptait 570 habitants, en évolution de +14,23 % par rapport à 2009 (Maine-et-Loire : +3,3 %, France hors Mayotte : +2,49 %).
| 1793 | 1800 | 1806 | 1821 | 1831 | 1836 | 1841 | 1846 | 1851 |
| ---- | ---- | ---- | ---- | ---- | ---- | ---- | ---- | ---- |
| 909  | 705  | 647  | 755  | 648  | 612  | 675  | 863  | 627  |

| 1856 | 1861 | 1866 | 1872 | 1876 | 1881 | 1886 | 1891 | 1896 |
| ---- | ---- | ---- | ---- | ---- | ---- | ---- | ---- | ---- |
| 623  | 590  | 602  | 602  | 606  | 594  | 613  | 582  | 575  |

| 1901 | 1906 | 1911 | 1921 | 1926 | 1931 | 1936 | 1946 | 1954 |
| ---- | ---- | ---- | ---- | ---- | ---- | ---- | ---- | ---- |
| 564  | 548  | 537  | 447  | 435  | 425  | 400  | 408  | 373  |

| 1962 | 1968 | 1975 | 1982 | 1990 | 1999 | 2006 | 2011 | 2014 |
| ---- | ---- | ---- | ---- | ---- | ---- | ---- | ---- | ---- |
| 374  | 326  | 333  | 366  | 409  | 428  | 462  | 548  | 570  |

### Pyramide des âges
La population de la commune est relativement jeune. Le taux de personnes d'un âge supérieur à 60 ans (14,6 %) est en effet inférieur au taux national (21,8 %) et au taux départemental (21,4 %).
Contrairement aux répartitions nationale et départementale, la population masculine de la commune est supérieure à la population féminine (49,8 % contre 48,7 % au niveau national et 48,9 % au niveau départemental).
La répartition de la population de la commune par tranches d'âge est, en 2008, la suivante :
- 49,8 % d’hommes (0 à 14 ans = 20,4 %, 15 à 29 ans = 23,5 %, 30 à 44 ans = 18,7 %, 45 à 59 ans = 23,5 %, plus de 60 ans = 13,9 %) ;
- 50,2 % de femmes (0 à 14 ans = 20,7 %, 15 à 29 ans = 20,2 %, 30 à 44 ans = 19,4 %, 45 à 59 ans = 24,6 %, plus de 60 ans = 15,1 %).

| Hommes | Classe d’âge | Femmes |
| ------ | ------------ | ------ |
| 0,0    | 90 ans ou +  | 1,7    |
| 4,8    | 75 à 89 ans  | 7,4    |
| 9,1    | 60 à 74 ans  | 6,0    |
| 23,5   | 45 à 59 ans  | 24,6   |
| 18,7   | 30 à 44 ans  | 19,4   |
| 23,5   | 15 à 29 ans  | 20,2   |
| 20,4   | 0 à 14 ans   | 20,7   |

| Hommes | Classe d’âge | Femmes |
| ------ | ------------ | ------ |
| 0,4    | 90 ans ou +  | 1,1    |
| 6,3    | 75 à 89 ans  | 9,5    |
| 12,1   | 60 à 74 ans  | 13,1   |
| 20,0   | 45 à 59 ans  | 19,4   |
| 20,3   | 30 à 44 ans  | 19,3   |
| 20,2   | 15 à 29 ans  | 18,9   |
| 20,7   | 0 à 14 ans   | 18,7   |

## Économie
Sur 32 établissements présents sur la commune à fin 2010, 34 % relevaient du secteur de l'agriculture (pour une moyenne de 17 % sur le département), 6 % du secteur de l'industrie, 9 % du secteur de la construction, 34 % de celui du commerce et des services et 16 % du secteur de l'administration et de la santé.

## Culture locale et patrimoine

### Lieux et monuments
(décembre 2018).
Si vous disposez d'ouvrages ou d'articles de référence ou si vous connaissez des sites web de qualité traitant du thème abordé ici, merci de compléter l'article en donnant les références utiles à sa vérifiabilité et en les liant à la section « Notes et références ».
La commune compte plusieurs châteaux et demeures. Le château de la Devansaye est un ancien manoir du XVe siècle, agrandi et remanié au XVIIIe et au XIXe siècle. Les différentes retouches ont apporté de nombreux styles, allant du néogothique au Louis XIII, en passant par la Renaissance.
Plus récent et moins éclectique, le château de la Cour date des XVIIIe et XIXe siècles et est entièrement fidèle au style néoclassique.
Théâtre de l'enfance malheureuse de Hervé Bazin, le Paty, connu dans Vipère au poing sous le nom de la Belle Angerie, est une ancienne ferme qui fut transformée en manoir au XIXe siècle. La demeure fut également habitée par René Bazin, grand-oncle du précédent et membre de l'Académie française. Cette demeure possède une architecture originale, qui utilise la polychromie et des formes variées (toits dentelés, structures métalliques...).
La Ravardière fut construite aux alentours de la Révolution française, puis agrandie vers 1840. Ce manoir est typique de l'architecture de l'époque, il suit des formes néoclassiques.
D'autres manoirs plus petits sont visibles à Marans, dont la Petite-Devansaye, près du château du même nom, construite au XVe et au XVIIIe siècle.
L'église paroissiale Saint-Serge-et-Saint-Bach fut construite de 1870 à 1873. Elle remplace un édifice médiéval plus petit, endommagé durant la Révolution.
L'ancienne mairie, dont le bâtiment regroupait aussi l'école, fut édifiée de 1849 à 1852 sur les plans de l'architecte angevin René Hodé.

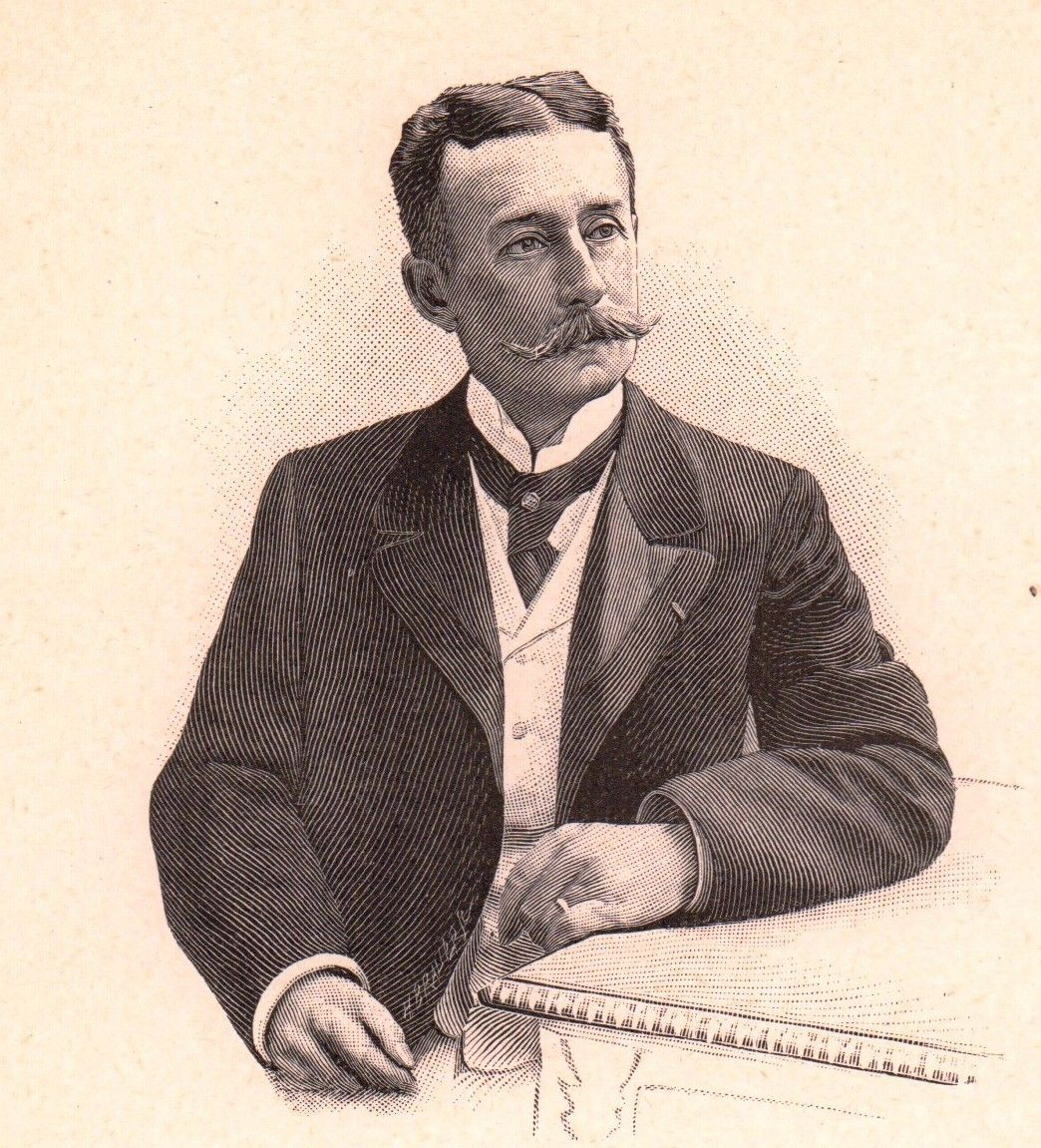
René Bazin.

### Personnalités liées à la commune
- Marie de La Roche-Guyon (vers 1434-1498) fut dame de Marans.
- Françoise Suhard une rue de la commune porte son nom.
- Le manoir du Paty fut habité par deux grands écrivains français, René Bazin (1853-1932), membre de l'Académie française, et son petit-neveu Hervé Bazin (1911-1996). Ce dernier posa d'ailleurs à Marans l'intrigue de plusieurs de ses livres, comme Vipère au poing ou La Mort du petit cheval.
- René Hodé (1811-1870), architecte du style néogothique, principalement connu pour l'édification du château de Challain-la-Potherie.

### Archives
- Registres paroissiaux et d'état civil.
- Dépouillements généalogiques.
- Délibérations municipales.

### Aviculture
La Marans est une race de poules sélectionnée dans la région de Marans et réputée pour ses œufs roux foncé.